# Artemisia gilvescens
Artemisia gilvescens là một loài thực vật có hoa trong họ Cúc. Loài này được Miq. mô tả khoa học đầu tiên năm 1866.